# 段駄羅
段駄羅 （だんだら）は石川県能登半島の輪島で、漆塗り職人の仕事場を中心に、かつて大流行した五七五の短詩型文芸で、言葉の二重構造を楽しむ言葉遊びのこと。形の上では俳句や川柳と同じく五七五であるが、中の七音が二つの異なる意味を持って、上の五音と下の五音につながる構造をしている。もじり句ともいう。江戸時代に始まった文芸で、300年近い歴史を持っている。最近、能登地方の人々を中心に見直され、復活の兆しが見られる。

## 段駄羅作品例
- また潜る 海女、息吸って／甘いキスって 恋の味
- 野に山に 誘う緑／勇魚、海鳥 波しぶき
- 節分会 鬼も罪ない／お荷物見ない 気楽旅
- さあ戦 兜をかぶり／株十日ぶり 高騰し
- 地蔵さま 髪が皆無し／神々七氏 宝船
- すがすがし 元旦の雪／寒暖の行き めぐる四季
- 荒波に 機雷流れし／ 嫌いな彼氏 ひじ鉄砲
- 死んだふり 熊も遠くに／熊本お国 肥後芋茎
- 奥方が 御懐妊じゃが／五階、忍者が 現れた
- 預けても 最低の利子／咲いて祈りし 彼岸花
- 生命の水 沢が鹿には／騒がし蚊には 殺虫剤
- 呼び出され 至急出る家／四球で塁へ ゆっくりと
- 時は行く 隙間も無くに／好き、間もなくに 惚れた仲
- バンカーで 砂を均して／素直なら、して いい返事
- 海の中 静寂世界／聖者癖かい 首を振る
- 夕食に 鯛の塩焼き／大の字を焼き 京の夏
- 雪煙 立て、滑りゆく／蓼酢減りゆく 鮎料理
- お年寄り 超高齢化／兆候、冷夏 エルニーニョ
- 子の笑顔 撮って憩える／突堤越える 波頭
- 雪とけて 匂う土筆や／鳰美しや 夕茜
- 店頭の 墓石高値／破壊したかね 危険物
- 嗅ぎ当てた 鼻、きんつばを／花金、ツバを 飲む呑んべぇ
- スキャンダル 響く落選／日々苦楽せん 人の世は
- 実力は 前頭なみ／前が白波 露天風呂
- 鯔の稚魚 水面の黒さ／皆モノクロさ 雪景色
- 甘党は 羊羹が得手／よう考えて 置く碁石
- 能登地震 予期しなかった／ 良き品買った 朝市で
- 蝶群れて 乱舞するのか／ランプ擦るのが アラジンだ
- 夜学生 両立苦労／料理作ろう 君のため
- 段駄羅は 輪島で盛ん／わしまで左官 壁を塗り

## 江戸時代のもじり作品例
- 御祖師さま 有難かりし／ 蟻が集りし 瓜の皮
- 籠枕 転た寝にする／歌、種にする 恋の文
- 炙り餅 焦がしゃ固なる／子が釈迦となる 摩耶夫人
- 親に孝 するが第一／駿河第一 竹細工
- 瓦屋根 葺くと腐らぬ／福徳去らぬ 長者の家